# 庫納河 (德涅斯特河支流)
庫納河（烏克蘭語：Куна），是烏克蘭西部的河流，屬於德涅斯特河的支流。該河發源自捷伊薩里夫以西，流經利維夫州的斯特雷區，河道全長11公里，面積27.4平方公里。